# Тракийски български апостолически викариат
Тракийски български апостолически викариат (на латински: Vicariatus Apostolicus Thraciae Bulgarorum) е апостолически викариат, една от двете епархии на Църквата на съединените с Рим българи, съществувала с център в Одрин в Османската империя между 1883 г. и 1926 г.

## История
След 1879 г. управлението на разпръснатите български католически общности, в новосъздадената българска държава, в областта Източна Румелия, в Македония, в Тракия и в столицата на Османската империята – Цариград, става доста трудно. В тази връзка през 80-те години на XIX в. Рим решава да реорганизира структурата на Българската католическа църква, което довежда до създаването на Апостолически диоцези на Константинопол, на Македония и на Тракия. Тракийският български апостолически викариат е поверен на монашеските ордени на възкресенците и успенците, които присъстват в Одрин съответно от 1862 г. и от 1863 г.
През 1863 г. отеците-възкресенци са открили в града начално училище, което с течение на времето се развива и през 1882 г. прераства в пълна гимназия - Българо-католическата гимназия. След време успенците се сдобиват в Одрин с други сгради и институции – две църкви, болница, три училища и една духовна семинария.
На 7 април 1883 г. за епископ на Тракийски български апостолически викариат е назначен Михаил Петков. На 22 същия месец той е ръкоположен от архиепископ Нил Изворов за титулярен епископ на Хеброн. Той също отговаря и за миряните в пределите на Княжество България.
През 1897 г. броят на миряните е 3000 души в 12 енории. Диоцезът включва 10 църкви и 7 параклиса. През 1903 г. броят на вярващите нараства до 4600 в 17 енории с 12 църкви и 8 параклиса.

### Преди Балканските войни
В края на XIX и началото на XX век в Тракийския викариат българите униати са съсредоточени в Одрин, Малко Търново и други малки селища. Общо в епархията се наброяват 12 енории и 31 свещеници, от които 6 успенци и 5 възкресенци от източния обред.
Поради това че двата монашески ордена – на възкресенците и на успенците развиват дейност още от 60-те години на XIX в., Одрин се превръща в крупен религиозно-просветен център на униатството за Тракийския викариат и Южна България – в града има 4 униатски енории със собствени храмове:
- „Свети Пророк Илия“, катедрална църква на епископа в квартала „Киришхане“,
- „Свети Димитър“ в квартала „Каик“,
- „Свети Кирил и Методий“ на възкресенците в квартала „Кале“ и
- „Свети Петър и Павел“ на успенците в предградието „Караагач“.[1]

Възкресенците поддържат в Одрин гимназия. Свой колеж и духовна семинария в Одрин имат и успенците. От 1881 г. в Одрин съществува и девически педагогически лицей „Мария Лурд“, поддържан от загребската провинция на обществото сестри на милосърдието на Св. Викенти от Пола - познатите от България „аграмки“. Има и две основни училища – „Света Елена“ за момичета, поддържано от облатките успенки, и друго за момчета, ръководено от възкресенците.

### По време на войните
Избухването на Балканските войни променя коренно ситуацията в Тракийски викариат. В резултат на първата Балканска война 3500 униати се преселват от тракийските земи в България и епископ Петков също прехвърля администрацията си в България. Ситуацията се влоши по време на Междусъюзническата война, когато гръцки и сръбски войски завладяват Македония. Български католически енории в Македония, извън Солун, са затворени. На 29 април 1914, архиепископ Михаил Миров, от Цариградска архиепископия е поискал от епископ Петков да приеме под своя юрисдикция 11 енории с 13 свещеници и 3000 бежанци от Македония, които са намерили убежище в България. Така ситуацията в България е станала още по-неуправляема. Епископ Петков търси помощта на епископите на Никополската и Софийско-пловдивската епархии да му помогнат в издирването на преселилите се свещеници.
На 17 февруари 1915, епископ Петков се премества в Пловдив, а след Първата световна война, той се завръща в Одрин, където умира на 27 май 1921 г.

### След Първата световна война
Епископ Исая Пападопуло посещава България два пъти през 1921 г. Още при първото си идване през лятото той делегира управлението на униатите в България на Христофор Кондов.  При второто си идване през ноември той само утвърждава надмощието на тракийските униати над македонските им сънародници и едноверци. В края на 1923 г. здравето на Кондов се влошава и на 6 януари 1924 г. той моли Конгрегацията на източните църкви да го освободи от длъжност. На 11 април 1924 година архимандрит Кондов умира и Йосафат Козаров е назначен за апостолчески администратор.
На 19 март 1925, папа Пий IX назначава архиепископ Анджело Ронкали за Апостолически делегат в България. Ронкали пристига в България на 25 април и веднага започва работа по реорганизиране на източнокатолическата църква. Той прави една обиколка на енориите, организира дискусии с духовенството, на 30 април се срещна с цар Борис III и на 28 август се връща във Ватикана.
На 3 ноември 1925 г. умира архимандрит Козаров. Няколко дни по-късно Ронкали назначава за епархийски администратор Кирил Куртев и продължава да работи върху проект за реорганизация на българската униатска църква. На 25 юни 1926 е създадена Апостолическа екзархия в София, която обхваща територията на българската държава, а вярващите от района на Тракия премина под юрисдикцията на Апостолическия екзархия на гръцката католическата църква в европейската част на Турция. С това Тракийският български апостолически викариат престава да съществува.

## Наместници
- Епископ Михаил Петков (1883 – 1921)
  - Архимандрит Христофор Кондов (1921 – 1924) – апостолически администратор
  - Архимандрит Йосафат Козаров (1924 – 1925) – апостолически проадминистратор